# سونيا كلارك (فنانة)
سونيا كلارك (بالإنجليزية: Sonya Clark)‏ هي فنانة أمريكية، ولدت في 1967 في واشنطن العاصمة في الولايات المتحدة.

## وصلات خارجية
- الموقع الرسمي